# De Backer-De Rudder
De Backer-De Rudder was een Belgisch veredelingsbedrijf voor textiel, actief tussen 1894 en 1982 in Gent.

## Historiek
In 1893 deed textielverver Prosper de Backer een bouwaanvraag voor een nieuwe fabriek op de terreinen van de voormalige gasfabriek aan de Gentse Gasmeterlaan. Het bedrijf werd al snel omgedoopt tot de firma De Backer-De Rudder et cie en legde zich in de beginperiode toe op het verven in blauwe kleuren. In de 20e eeuw investeerde de bedrijfsleiding in andere procedés zoals het apprêteren en ruwen van stoffen. De bedrijfsinventaris van 1898 vermeldt de grote hoeveelheden chemische stoffen en kleurmiddelen die werden gebruikt voor het voorbereiden, kleuren beitsen van stoffen. De fabriek breidde verschillende malen uit en de bedrijfsleiding investeerde ook in de bouw van arbeiderswoningen.
In 1913 werd het bedrijf omgevormd tot een nv met verschillende aandeelhouders buiten het familiekapitaal. De firma omvatte dan meerdere fabrieken in Gent en ook twee verffabrieken in Kwatrecht en Wetteren. Tijdens het Interbellum sloot N.V. De Backer-De Rudder zich aan bij de textielgroep Alsberge-Van Oost.

## Sloop en herbestemming van de site

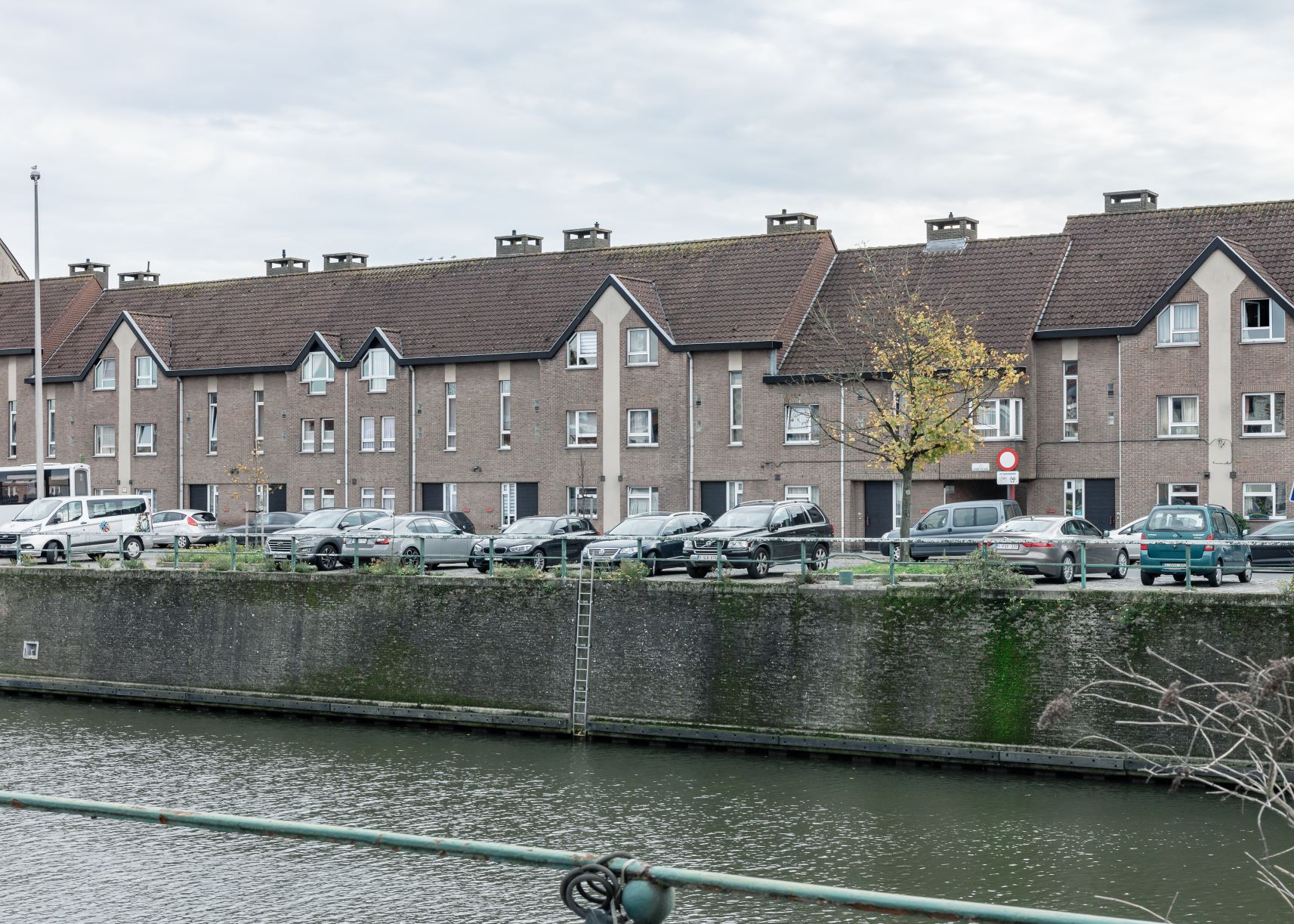
Woonwijk op de voormalige terreinen van De Backer-De Rudder

Vanaf 1968 gingen de activiteiten van het bedrijf achteruit. De Backer-De Rudder wordt het laatst in een adresboek vermeld in 1982. De gebouwen werden gesloopt en begin jaren 1990 werd het voormalige fabrieksterrein ingenomen door sociale woningen. Een grondig bodemonderzoek was op dat moment nog niet verplicht. In 2008 onderzoekt OVAM de historische verontreiniging van de voormalige industriële activiteiten in de Gentse Rabotwijk. Uit grondstalen blijkt dat ook de gasfabriek en de firma De Backer-De Rudder vervuiling nalieten.